# Sant'Angelo Romano
Sant'Angelo Romano est une commune italienne de la ville métropolitaine de Rome Capitale, dans la région Latium.

## Culture
- Le castello Orsini érigé du XIIe siècle au XVIIe siècle par la famille Orsini pour protéger la ville. Il abrite de nos jours un musée de la préhistoire et du Moyen Âge.
- La porte Capocci Orsini datant du XVe siècle.
- L'église Santa Maria et San Biagio datant de 1759.

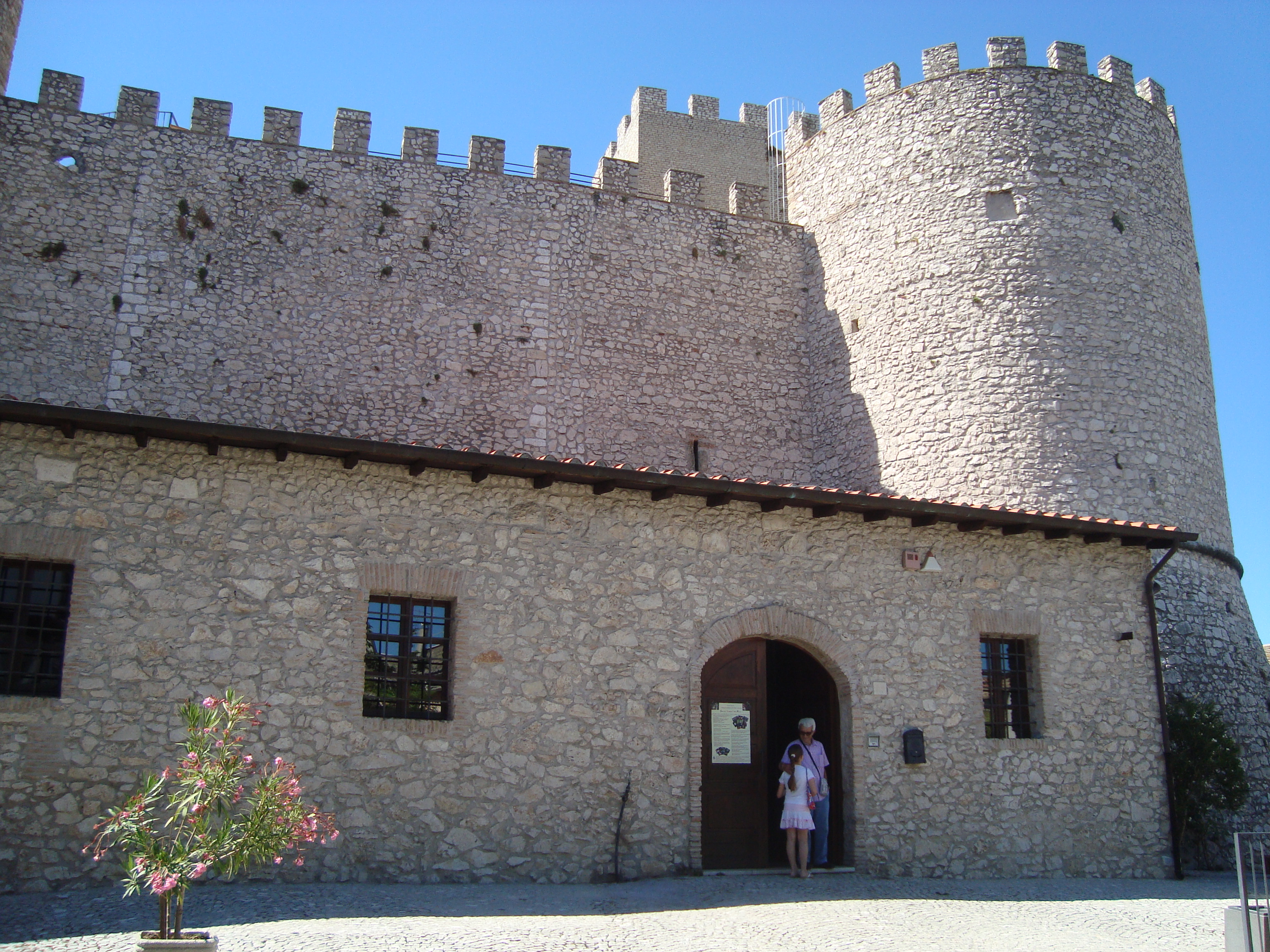
Entrée du Castello Orsini.
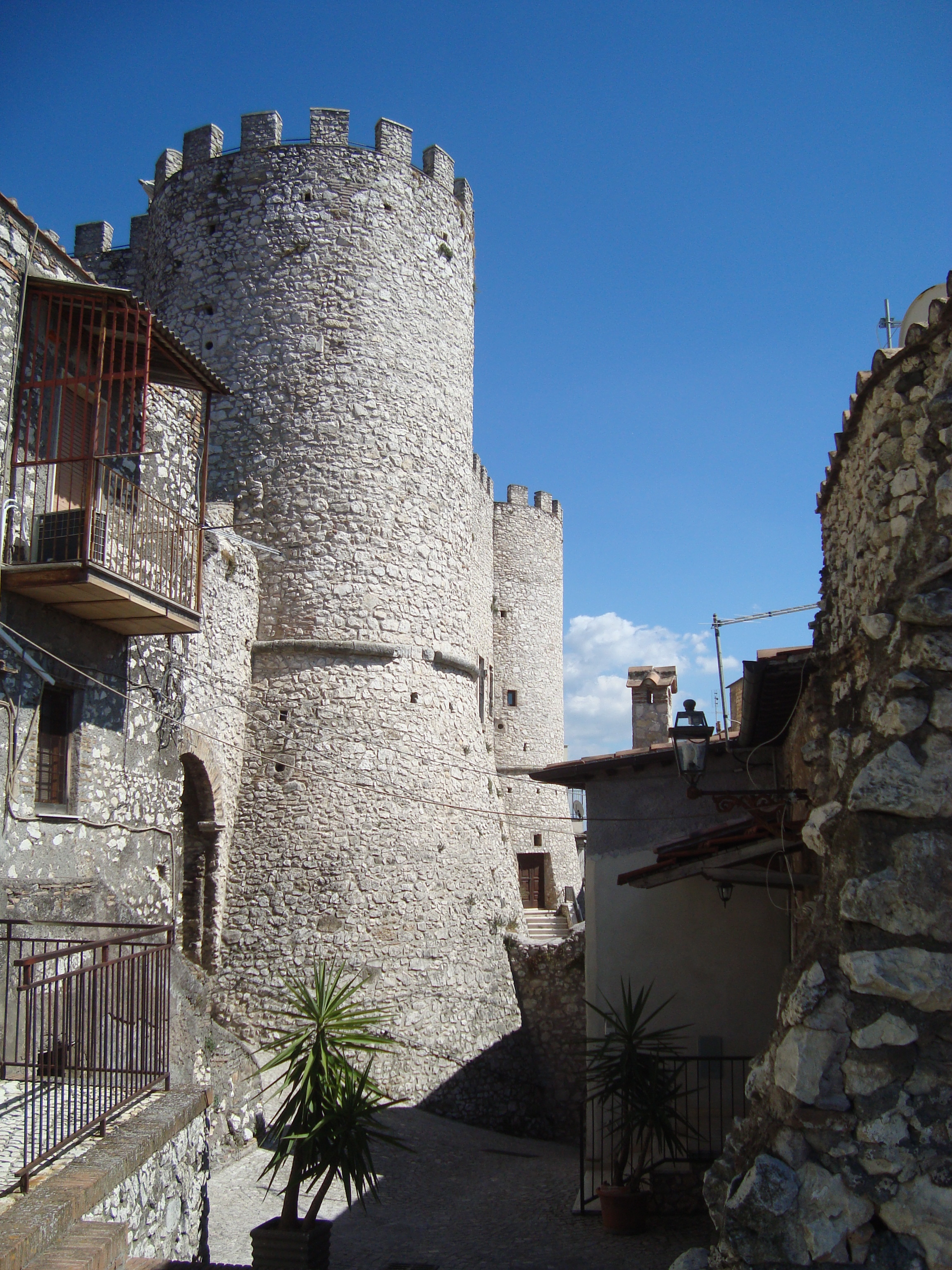
Les tours du castello.
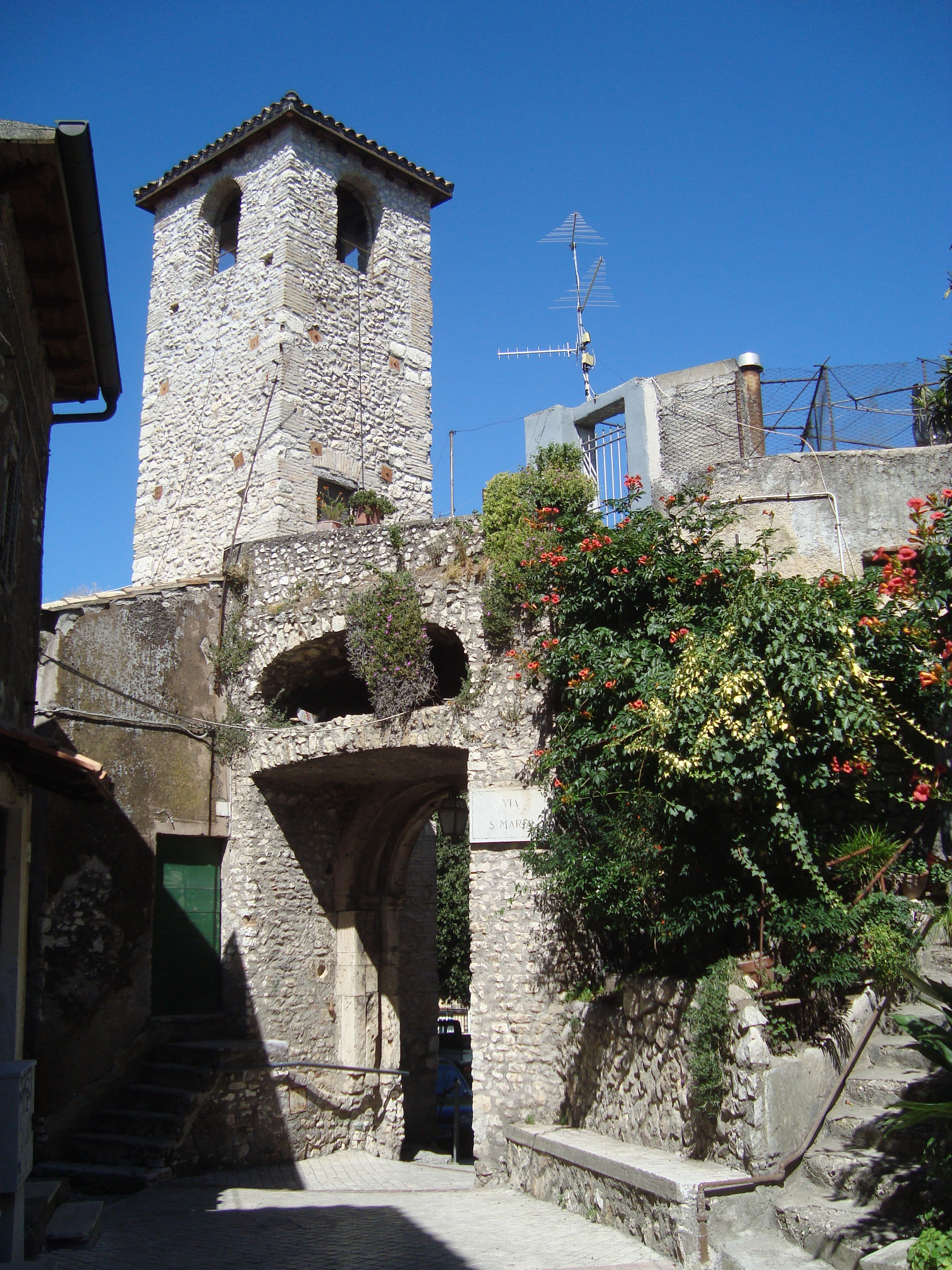
La porta Capocci Orsini.
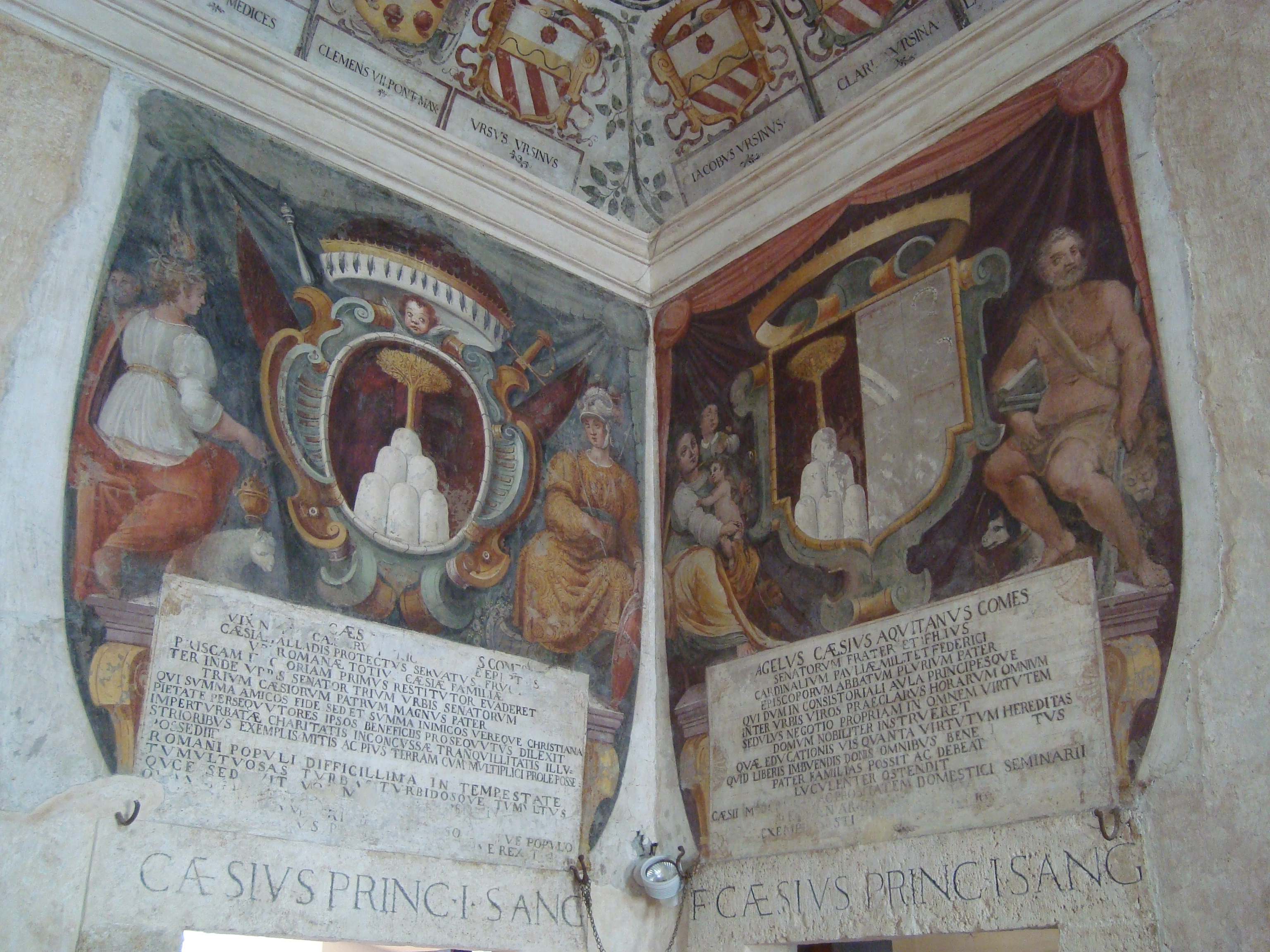
Fresques au mur du castello.

## Administration
| Période                                  | Période | Identité | Étiquette | Qualité |
| ---------------------------------------- | ------- | -------- | --------- | ------- |
|                                          |         |          |           |         |
| Les données manquantes sont à compléter. |         |          |           |         |

### Communes limitrophes
Fonte Nuova, Guidonia Montecelio, Mentana, Palombara Sabina.